# Alperose

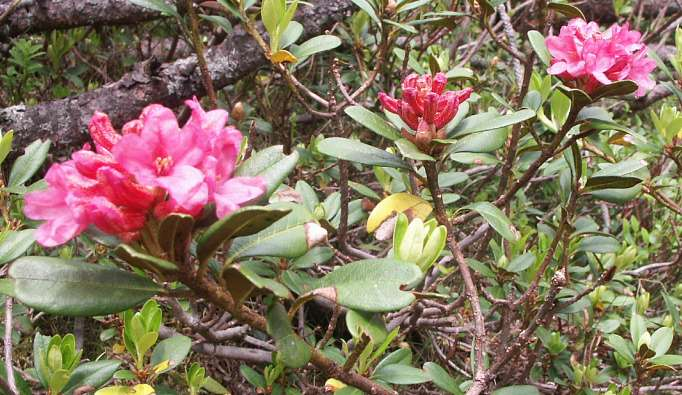
Die Alpenrose, schweizerdeutsch Alperose

Alperose ist ein Mundart-Lied von Polo Hofer und Hanery Amman. Es wurde 1985 veröffentlicht und gehört zu den erfolgreichsten schweizerischen Mundart-Liedern.

## Erfolg
Obwohl Alperose nie als Single veröffentlicht wurde, war der Erfolg dieses Stücks sehr gross. Es erschien 1985 auf dem Album Giggerig von Polo Hofer und die Schmetterband. 2006 wurde Alperose vom Schweizer Fernsehpublikum zum grössten Schweizer Hit aller Zeiten gewählt.
Am 28. Januar 2007 kam eine Neueinspielung von Polo Hofer, Sandee, Sina und Kandlbauer auf den Markt. Diese erreichte Platz 15 der Schweizer Hitparade. Es existieren zudem weitere Covers, beispielsweise von Rumpelstilz und QL. Zudem ist der Song häufig auf Schweizer Mundart-Compilations erschienen. Ausserhalb der Schweiz ist der Song jedoch nahezu unbekannt.
Das in Berndeutsch gesungene Lied handelt von einer Liebesnacht nach einer Bergtour auf der Blüemlisalp im Berner Oberland.

## Refrain
Alperose chöme mir i Sinn

Alperose sy das gsy denn

Alperose müesse das gsy sy

Wo näben üs im Höi gläge sy

Alpenrosen kommen mir in den Sinn

Alpenrosen waren das damals

Alpenrosen müssen das gewesen sein

Die neben uns im Heu gelegen sind

## Trivia
Es gibt von Michael von der Heide eine Parodie namens Leeri Dose (‹leere Dosen›), die er selbst als «altes Volkslied» ankündigt.

## Musical
Am 17. Februar 2012 feierte ein Musical unter dem Titel Alperose in Bern Premiere. In dem Stück von Walter Hitz – unter der Regie von Mirco Vogelsang und mit Arrangements von Stefan Mens und dem Bühnenbild von Conny Kraus – geht es um Fernweh, Liebe und Polo Hofers Lieblingsbeiz in Bern. Die Musik besteht ausschliesslich aus Songs mit den Texten von Polo Hofer. Polo selber spielte gelegentlich auch selber mit und gab das Lied Im letschte Tram zum Besten.